# Grafana
Grafana è un'applicazione web per la visualizzazione e l'analisi interattiva di dati. È un software libero multipiattaforma pubblicato per la prima volta nel 2014.

## Caratteristiche
Grafana permette di visualizzare infografiche e allarmi per il web, unificando varie sorgenti di dati.
I dati possono essere visualizzati su appositi pannelli (dashboard). La creazione di questi pannelli è effettuabile tramite query builder interattivi.
Il supporto ad alcune sorgenti è incluso in maniera predefinita come ad esempio Elasticsearch, MySQL e Prometheus. Altre tecnologie sono integrabili per mezzo di componenti aggiuntivi fra cui GitLab, Jira, PostgreSQL, Solr e Zabbix. Mediante i componenti aggiuntivi si raggiunge la copertura di circa un centinaio di altre sorgenti di dati.
I database e strumenti per serie temporali sono generalmente adatti ad essere integrati in Grafana, come InfluxDB, Graphite e Prometheus.
Altre piattaforme di monitoraggio per reti di computer e sistemi SIEM sono altresì integrabili in Grafana, fra cui Icinga, Check MK, Netdata, PRTG, Sensu e Splunk.
Fra le componenti interne su cui si basa Grafana ci sono Angular, D3.js, jQuery e React. Lo sviluppo del front-end procede principalmente in TypeScript e in Go per il back-end.

### Supporto nativo
Segue un elenco delle tecnologie supportate nativamente, in ordine alfabetico:
- AppDynamics
- Azure Monitoring
- CloudWatch
- DataDog
- Dynatrace
- Elasticsearch
- Google Cloud Monitoring
- Grafana Cloud
- Graphite

- InfluxDB
- Jaeger
- Loki
- Microsoft SQL Server
- MongoDB
- MySQL
- New Relic
- OpenTSDB
- Oracle Database

- PostgreSQL
- Prometheus
- ServiceNow
- Snowflake
- Splunk
- Tempo
- Wavefront
- Zipkin

Circa ottanta altre componenti sono integrabili con componenti aggiuntivi.

## Distribuzione
Una delle modalità di distribuzione principali di Grafana è tramite la Open Source Edition in modalità self-hosted, ovverosia installando il software sulla propria infrastruttura. La società che lo sviluppa promuove anche una versione "Enterprise" ma, al contrario di altre soluzioni semi-proprietarie, questa versione contiene tutte le funzionalità della versione libera, integrando assistenza tecnica. La distribuzione avviene anche in modalità SaaS, come capita per altri tipi di software quando si intende delegare l'installazione all'infrastruttura di un altro fornitore.

## Storia

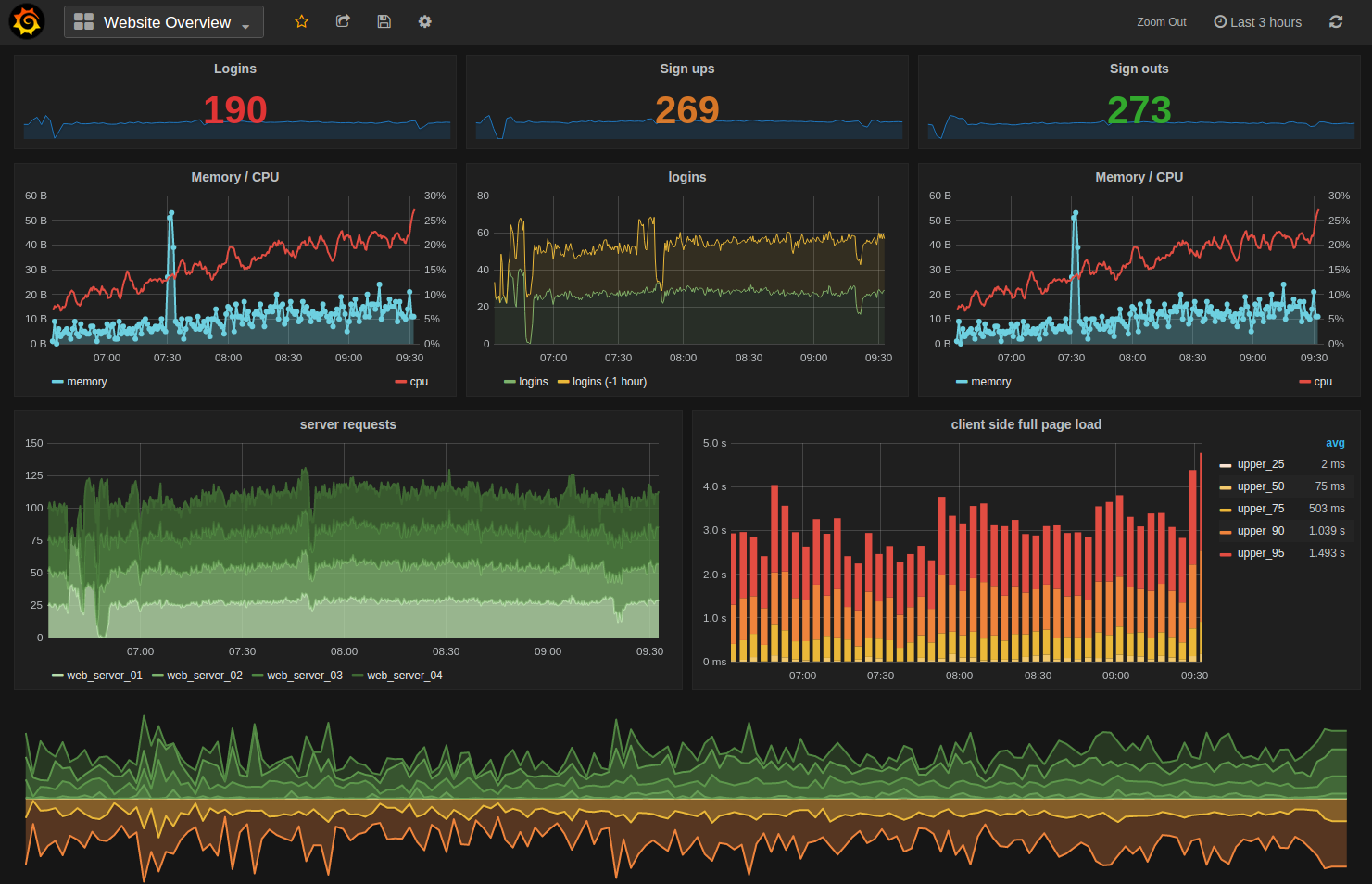
Interfaccia di Grafana nel 2016.

Il lavoro sull'interfaccia grafica di Grafana è partito nel 2013 ereditando il repository della versione 3 di Kibana Dashboard, dello sviluppatore Rashid Khan.
Il primo rilascio ufficiale di Grafana avvenne nel 2014 da parte del co-fondatore stoccolmese Torkel Ödegaard.
La scelta progettuale era quella di coprire i database per serie temporali come InfluxDB OpenTSDB, e Prometheus, ma il supporto si è poi evoluto per iniziare a coprire i database relazionali come MySQL, PostgreSQL e Microsoft SQL Server dal 2017.
Nel 2019 la società Grafana Labs ha annunciato la raccolta di 24 milioni di dollari di venture capital per continuare lo sviluppo del progetto.
Nel 2020 era stata pianificata una conferenza a tema sullo strumento, ad Amsterdam, convertita poi in un evento online a seguito della pandemia di COVID-19.
Secondo ZDNet, nel 2020 Grafana è stato lo strumento più popolare per le metriche nell'ambito devops.